# Costituzione cilena del 1980

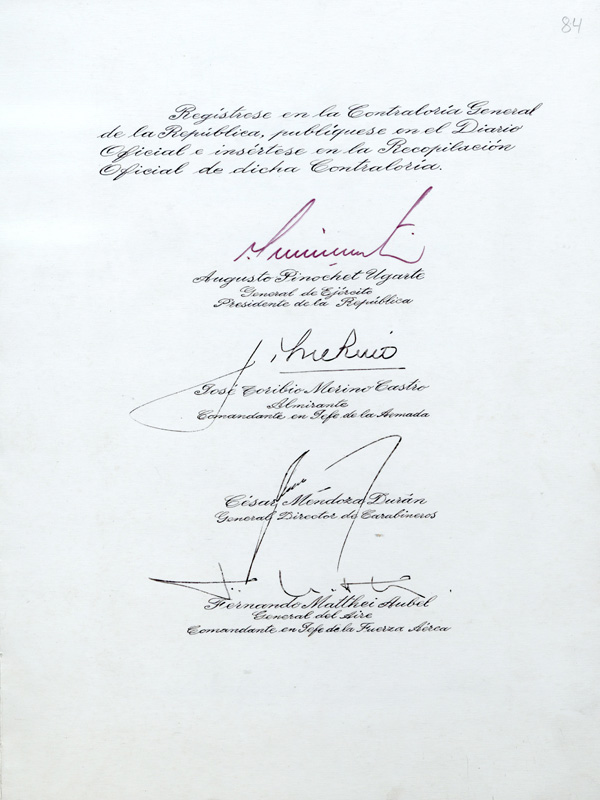
Le firme in calce al testo originale di Pinochet, Toribio Merino, Mendoza Duría e Fernando Matthei

La Costituzione cilena del 1980 è l'attuale costituzione in vigore in Cile. Ha sostituito la precedente carta costituzionale del 1925, che era stata parzialmente sospesa nel 1973 dalla giunta militare cilena. Entrata in vigore nel 1981, dal 1989 ha subito diverse modifiche.

## Storia
È stata emanata durante il regime militare di Augusto Pinochet attraverso il "Consiglio di Stato", allora presieduto dall'ex presidente della Repubblica Jorge Alessandri, e successivamente approvata da un plebiscito l'11 settembre 1980, con oltre due terzi degli elettori a favore (4.204.879 i si e 1.893.420 i no), ma tenuto ancora sotto il regime militare e oggetto di accuse di frode da parte dell'opposizione e di diversi storici.
Nel 2012 Jorgelino Vergara, ex agente della DINA, riportò che all'epoca venne ordinato a più di 3.000 membri della polizia segreta di votare più volte al referendum per alterarne il risultato.

### Emanazione
L'impianto iniziale fu predisposto dal docente di diritto costituzionale all'Università de Chile, Jaime Guzmán che previde formalmente il sistema della "democrazia protetta", anche se sostanzialmente il Paese rimase sotto regime militare. Nelle norme transitorie vi era il ritorno alle elezioni o la riconferma di Pinochet alla presidenza, che sarebbe stata decisa con un plebiscito svoltosi nel 1988, e che in ogni caso egli avrebbe mantenuto la carica di comandante in capo delle Forze armate del Cile democratico.
Promulgata il 21 ottobre 1980, è entrata in vigore l'11 marzo 1981.
Il suo testo originale conteneva 120 articoli e 29 disposizioni transitorie. 

### Le successive modifiche
Ha subito diverse riforme costituzionali, sottoposte a referendum, tra le quali una semplificazione del meccanismo di modifica. 
1989
La prima con plebiscito del 1989, anch'esso svoltosi durante il regime militare, che ha dato il via al ritorno alla democrazia. In quella occasione furono introdotti o modificati 54 articoli, riaffermando il pluralismo politico, con il rafforzamento dei diritti costituzionali nonché del principio democratico e della partecipazione alla vita politica.
Quindi è stata modificata nel 1991, 1994, 1997, 1999, 2000, 2001, 2003.
2005

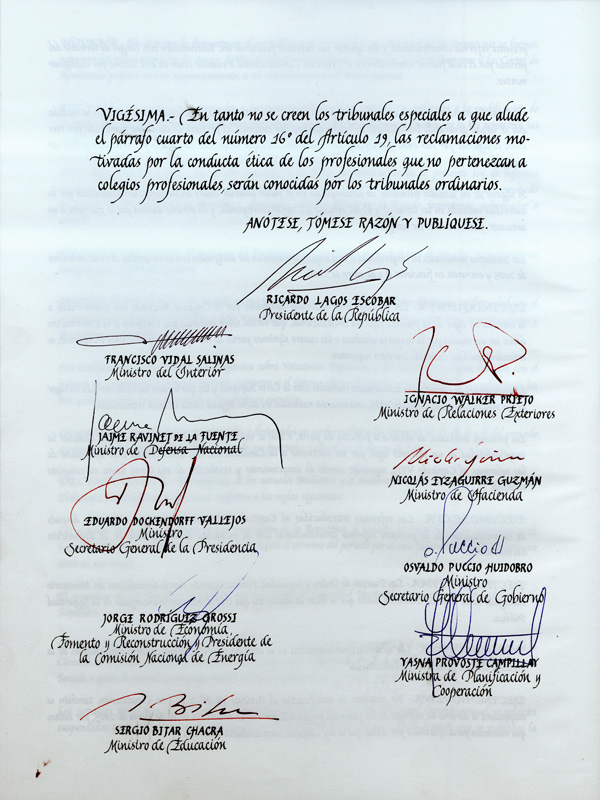
Le firme in calce al testo 2005 di Ricardo Lagos e i suoi ministri

Nel 2005 sono state approvate consistenti modifiche che hanno eliminato alcune delle rimanenti parti non democratiche del testo, come ad esempio l'esistenza di senatori non eletti (senatori di nomina, o senatori a vita) e l'impossibilità per il presidente della Repubblica di rimuovere il Comandante in Capo delle Forze armate cilene. Tuttavia, le misure anti-terrorismo previste nel testo del 1980 sono rimaste in vigore.
Dopo la riforma del 2005, è stato fissato un testo consolidato, coordinato e sistematizzato mediante un decreto supremo, firmato dal presidente Lagos, contenente 129 articoli e 20 disposizioni transitorie.
Quindi è stata ulteriormente modificata nel 2007, 2008, 2009, 2010, 2011, 2012, 2013, 2014 e 2015.
A luglio 2022 conta 143 articoli e 51 disposizioni transitorie.

### Nuovo processo costituente
Nell'aprile 2015, la presidente Michelle Bachelet ha annunciato che nel settembre dello stesso anno avrebbe avviato un processo costituzionale per la stesura, la discussione e l'eventuale approvazione di un progetto di nuova costituzione, che doveva sostituire la Costituzione del 1980. Questo proposito, tuttavia, non ebbe seguito.
Il plebiscito del 2020
Il 25 ottobre 2020, in seguito a partecipate proteste antigovernative, si è svolto un nuovo plebiscito per adottare una nuova Costituzione o mantenere quella attuale: il 78,12 per cento dei votanti si è espresso a favore di una nuova costituzione.
La Convenzione costituzionale
A maggio 2021 è stata eletta una Convención Constitucional di 155 membri, la cui maggioranza è rappresentata da forze progressiste di sinistra. Ha iniziato ad operare il 4 luglio 2021, inizialmente per nove mesi, ma dopo un'unica proroga di tre mesi — formalmente attivata il 22 marzo 2022 — la sua durata è stata prorogata di un ulteriore anno. 
Questa assemblea ha avuto il compito di redigere la nuova carta costituzionale. Ha cessato le sue funzioni ed è stata dichiarata sciolta il 4 luglio 2022.
I referendum confermativi
Il progetto, di 387 articoli divisi in otto capitoli, è stato però bocciato il 4 settembre 2022 a seguito del referendum confermativo cui ha partecipato l'85.81 % degli aventi diritto, con il 61.86% dei voti contrari.
Nonostante i risultati, il presidente Gabriel Boric ha indicato che questo plebiscito non era la fine del processo costituente.
Le Elezioni del Consiglio costituzionale
Il 7 maggio 2023 si sono tenute le  elezioni del Consiglio costituzionale per eleggere i 50 membri del neo-nato Consiglio Costituzionale, il cui scopo è quello di redigere gli articoli di una nuova costituzione per il paese, insieme a una commissione di esperti formata da 12 deputati e 12 senatori, bozza che fu poi sottoposta a plebiscito.
Le elezioni hanno visto la vittoria dei partiti della destra, in particolare del Partito Repubblicano, di estrema destra, che ha ottenuto 23 seggi su 50. Il Consiglio Costituzionale si è insediato il 7 giugno 2023.
Il plebiscito del 2023
La bozza, sottoposta a plebisicito, è stata rigettata con il 55,76% dei voti, portando così il Presidente Gabriel Boric a determinare la fine del processo costituente per sopravvenuta assenza di supporto.